# Васил Корунчев
Васил Корунчев е български свещеник, учител и революционер, битолски селски войвода на Вътрешната македоно-одринска революционна организация.

## Биография
Роден е на 1 януари 1881 година (или през 1877 година) в Кукуречани, Битолско, в Османската империя, днес в Северна Македония. Завършва четвърти прогимназиален клас в Битоля. От 1899 година е член на ВМОРО. Работи като учител в село Могила, Битолско, и е центрови ръководител на шест села. През Илинденско-Преображенското въстание е войвода на четата на родното си село. Корунчев е ръкоположен за свещеник в 1905 година и поема енорията в Кукуречани. В следващата 1906 година става член на Битолския околийски комитет на ВМОРО.
През Балканската война е арестуван от турските, а през Междусъюзническата - от сръбските власти. През 1918 година се преселва със семейството си в България и се установява във Варненско, село Близнаци. Членува в Илинденската организация.